# أمير حسين إسفنديار
أمير حسين إسفنديار (مواليد 24 يناير 1999) هو لاعب كرة طائرة إيراني ويمثل منتخب إيران.

## وصلات خارجية
- أمير حسين إسفنديار على موقع الاتحاد الأوروبي (الإنجليزية)